# Yann Songo'o
Yann Songo'o (Yaundé, Camerún, 19 de noviembre de 1991) es un futbolista camerunés. Juega de defensa en el Morecambe F. C. de la Football League Two.
Es hijo del portero ex del Deportivo de la Coruña, Jacques Songo'o y hermano de Franck Songo'o.

## Trayectoria
Tras un breve periodo jugando en Francia, fichó por el Real Zaragoza de la División de Honor Juvenil donde jugó una temporada, y tras estar a prueba durante el verano de 2011 en el CE Sabadell, terminó fichando el último día del mercado de fichajes junto con Pablo Ruiz por la entidad catalana para acompañarles en su periplo por la recién lograda categoría de Segunda división. Su debut se produjo en la Copa del Rey, donde el equipo perdió por 2-1 con un dudoso penal que, a la postre, empató el partido cuando el Sabadell iba por delante, y provocó el propio Songo'o. En invierno de 2012, Songo'o rescindió su contrato con el CE Sabadell tras haber tenido pocas ocasiones y haber jugado en la demarcación de lateral.

## Selección nacional
Ha jugado con la selección de Camerún sub-20.

## Clubes
| Club                        | País           | Año       |
| --------------------------- | -------------- | --------- |
| Real Zaragoza "B"           | España         | 2010-2011 |
| C. E. Sabadell F. C.        | España         | 2011-2012 |
| C. F. Pobla de Mafumet      | España         | 2012      |
| Sporting Kansas City        | Estados Unidos | 2013      |
| Orlando City S. C. (cedido) | Estados Unidos | 2013      |
| Blackburn Rovers F. C.      | Inglaterra     | 2013-2015 |
| Ross County F. C. (cedido)  | Escocia        | 2014      |
| Plymouth Argyle F. C.       | Inglaterra     | 2016-2019 |
| Scunthorpe United F. C.     | Inglaterra     | 2019-2020 |
| Morecambe F. C.             | Inglaterra     | 2020-2021 |
| Bradford City A. F. C.      | Inglaterra     | 2021-2023 |
| Walsall F. C. (cedido)      | Inglaterra     | 2023      |
| Morecambe F. C.             | Inglaterra     | 2023-     |